# Peperomia opiziana
Peperomia opiziana là một loài thực vật có hoa trong họ Hồ tiêu. Loài này được A. Dietr. miêu tả khoa học đầu tiên năm 1831.